# Amt Peenetal/Loitz
Het Amt Peenetal/Loitz is een samenwerkingsverband van 3 gemeenten in het  Landkreis Vorpommern-Greifswald in de Duitse deelstaat Mecklenburg-Voor-Pommeren. Het Amt telt 5.990 inwoners. Het bestuurscentrum bevindt zich in de stad Loitz. 

## Gemeenten
1. Görmin (882)
2. Loitz, stad * (4.262)
3. Sassen-Trantow (846)